# Elettrotreni FRT/SSIF ABe 8/8 21-24
L'ABe 8/8 è un elettrotreno a scartamento metrico in servizio sulla ferrovia Locarno-Domodossola.

## Storia
Nell'ambito della modernizzazione della ferrovia Locarno-Domodossola intrapresa a partire dagli anni cinquanta, le società concessionarie (FART e SSIF) decisero di acquistare quattro nuovi elettrotreni con lo scopo di ridurre i tempi di percorrenza sulla linea.
In un primo tempo le FART detenevano i treni 21 e 22, mentre la SSIF i convogli 23 e 24. Tra il 1981 e il 1982 i due elettrotreni di proprietà svizzera vennero ceduti alla Società italiana. Le casse del treno 24 "Vigezzo" sono state ricostruite nel 2006 con il design dei nuovi treni panoramici in servizio presso la SSIF.

## Caratteristiche
Come si evince dalla classificazione, tutti gli assi dell'elettrotreno sono motori. Le tre semicasse, costituite da strutture autoportanti in acciaio saldato, sono unite da un'articolazione del tipo "giostra Urbinati", progettata dalle Officine Meccaniche della Stanga.
I treni sono dotati di frenatura manuale, pneumatica ed elettrica (reostatica).
All'inizio degli anni novanta la SSIF sottopose tutto il gruppo ad una profonda revisione che comportò, tra le altre cose, la modifica degli interni (adozione di nuovi sedili, separazione delle cabine di guida dall'ambiente viaggiatori e soppressione dei posti a sedere a fianco delle stesse), l'adozione di porte comandabili a distanza e la modifica della livrea.

## Impiego
Gli ABe 8/8 svolgono ancora, nonostante abbiano raggiunto i cinquant'anni, un ruolo non irrilevante nel traffico internazionale. Il convoglio costituito da un ABe 8/8 unito a due rimorchiate costituisce, infatti, la più capiente combinazione di veicoli che il parco rotabili possa offrire. Questi treni prestano inoltre servizio nel traffico locale sul tronco italiano.

## Nomi
I quattro elettrotreni sono stati battezzati sin dalla loro origine con toponimi svizzeri e italiani. Nel corso degli anni, con i cambiamenti di proprietà, anche i nomi sono mutati. Attualmente la situazione è la seguente:
- ABe 8/8 21 "Roma" (ex "Ticino")
- ABe 8/8 22 "Ticino" (ex "Lemano")
- ABe 8/8 23 "Ossola"
- ABe 8/8 24 "Vigezzo"

## ABe 8/8 24

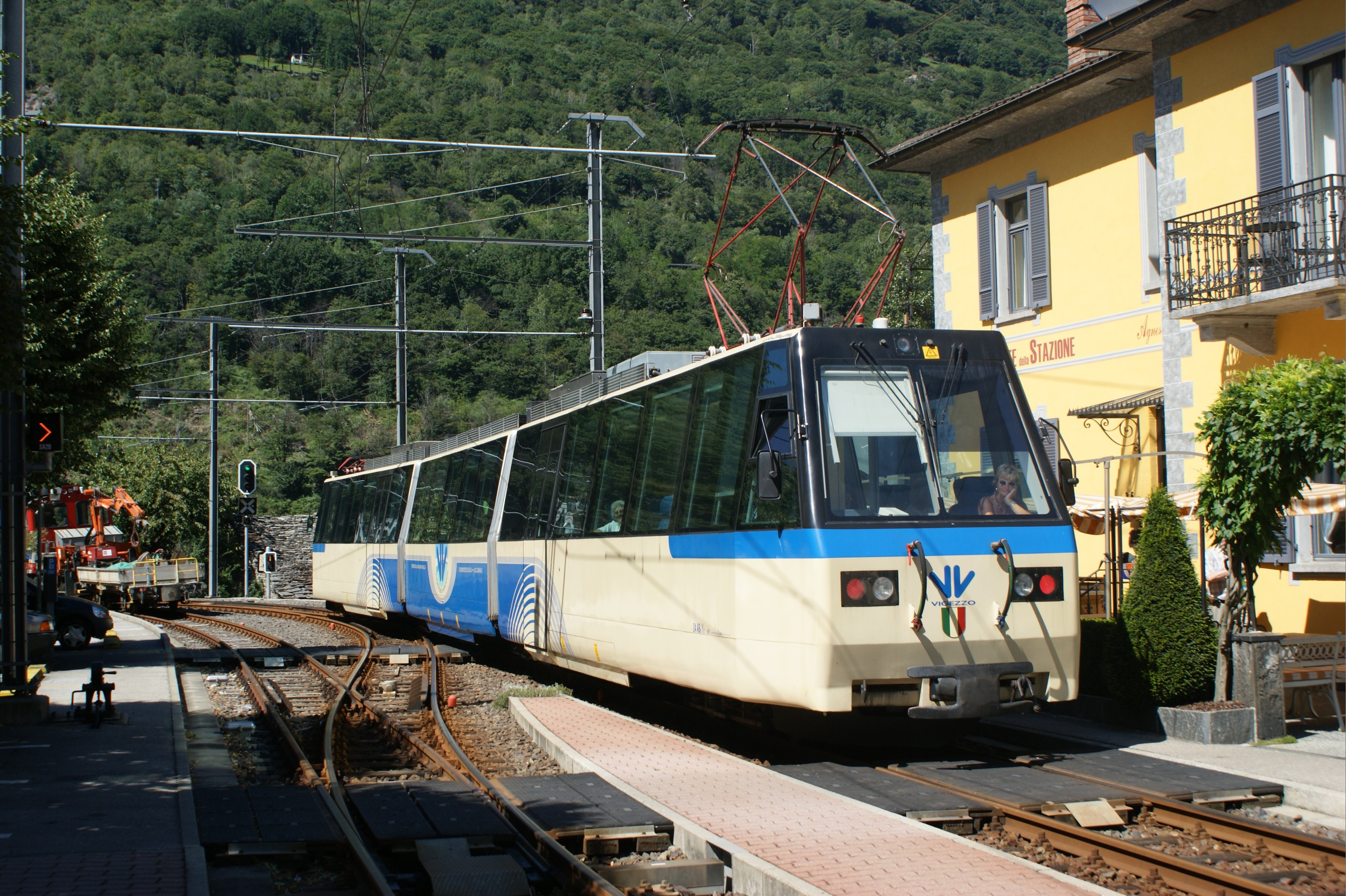
L'ABe 8/8 24 dopo le modifiche subite nel corso del 2006

Nel corso del 2006 la SSIF fece ricostruire l'ABe 8/8 24 con una nuova cassa simile, nell'aspetto, a quella dei mezzi che, seguendo la svolta verso una ferrovia di tipo eminentemente turistico, aveva ordinato presso il Corifer. Dopo un periodo passato ad espletare i treni panoramici (noti come servizio Vigezzo Vision e soggetti a supplemento), con l'arrivo dei nuovi mezzi il "Vigezzo" è stato relegato al ruolo di riserva. Sulla tratta italiana, il nuovo treno è soggetto a pagamento di supplemento di € 1.50 o Fr Sv 2.- acquistabile presso le stazioni SSIF o direttamente dal personale di bordo. Questo supplemento ha suscitato non pochi malumori tra gli utenti.